# Marly-le-Petit

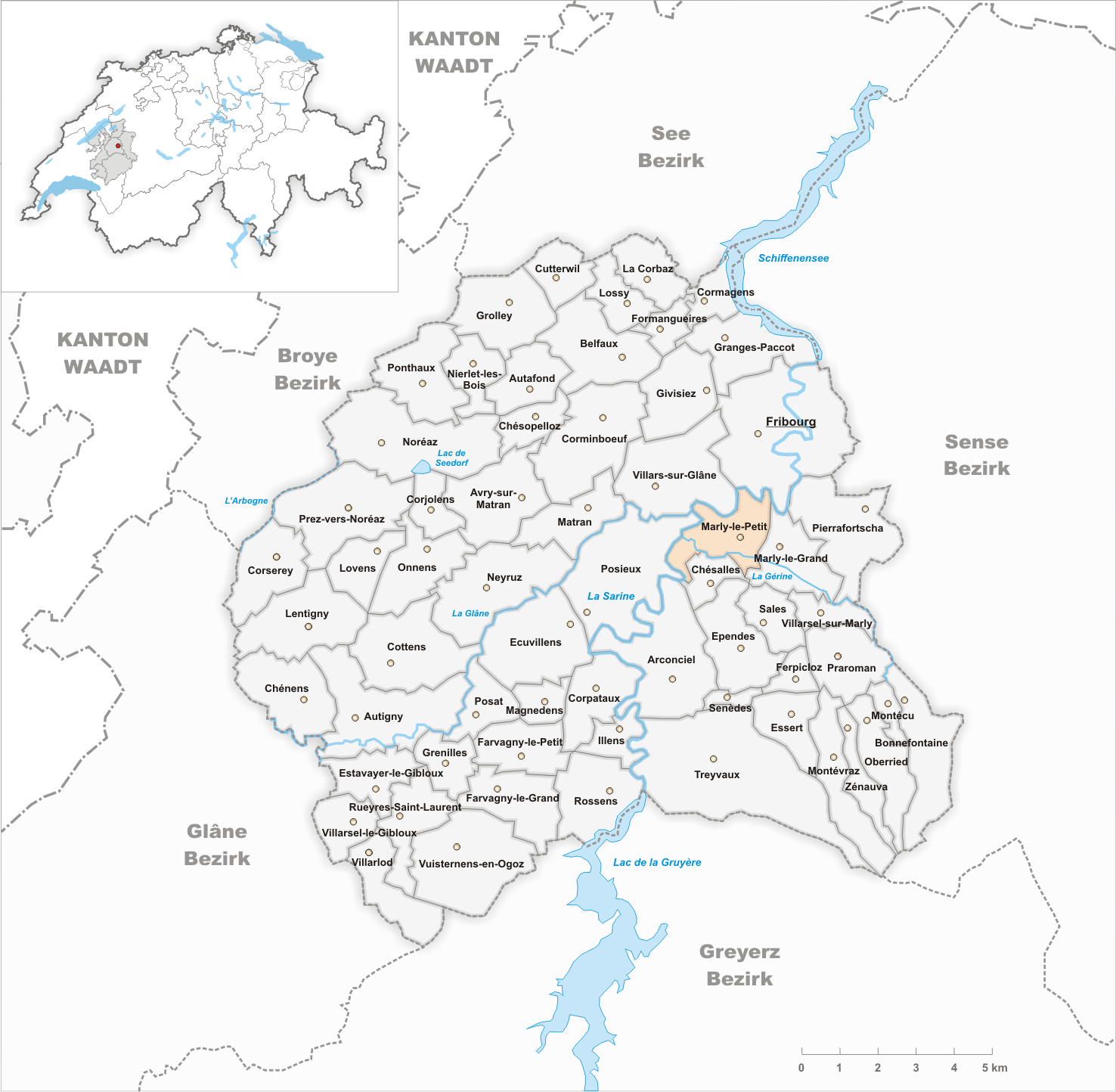
Gemeindestand vor der Fusion am 1. Januar 1970

Marly-le-Petit ist eine ehemalige Gemeinde des Bezirks Saane des Kantons Freiburg in der Schweiz. Am 1. Januar 1970 wurde die Gemeinde mit der ehemaligen Gemeinde Marly-le-Grand zur Gemeinde Marly fusioniert.

## Bevölkerung
Die Bevölkerung entwickelte sich wie folgt:
Einwohnerzahlen: Volkszählungsdaten